# Yves St-Denis
Yves St-Denis, né le 1er décembre 1963 à Brownsburg (Québec) et mort le 19 janvier 2024 en République dominicaine, est un homme d'affaires, administrateur scolaire et homme politique québécois.
De 2014 à 2018, il est député à l'Assemblée nationale du Québec de la circonscription électorale d'Argenteuil en tant que membre du Parti libéral du Québec jusqu'au 17 avril 2018 puis député indépendant pour la fin de son mandat.

## Biographie
Yves St-Denis est propriétaire d’un commerce de téléphonie à Terrebonne entre 1986 et 2007. Depuis cette date, il possède un centre d'amusements ainsi qu'une entreprise d'entreposage. À partir de 1998, il s'implique dans le monde scolaire, étant commissaire d'école à la Commission scolaire des Affluents, puis son président en 2007. Il quitte ce poste à la suite de son élection comme député.
En vacances en République dominicaine, Yves St-Denis meurt à la suite d'une rupture d'anévrisme le 19 janvier 2024 à l’âge de 60 ans.

## Vie politique provinciale
Le 13 mai 2013, Yves St-Denis est élu comme conseiller lors du renouvellement de l'exécutif de l'Association libérale d'Argenteuil, l'instance locale du PLQ pour la circonscription d'Argenteuil.
C'est le 6 octobre 2013, lors d'une assemblée d'investiture tenue au Club de golf de Lachute, qu'Yves St-Denis devient le candidat officiel du Parti libéral du Québec pour la circonscription d'Argenteuil qui était alors représentée par le péquiste Roland Richer à l'Assemblée nationale du Québec depuis l'élection partielle de 2012.
Lors  de la dissolution de l'Assemblée nationale, le 5 mars 2014, le bureau de l'Association libérale d'Argenteuil situé au centre-ville de Lachute devient le bureau de campagne du candidat.
Le 30 mars 2014, à moins de 7 jours du scrutin, Yves St-Denis tient un rassemblement militant au Club de golf de Lachute en compagnie de Lise Thériault et du chef du PLQ, Philippe Couillard. Selon les estimations, près de 800 citoyens y assistent.
Le 7 avril 2014, jour de l'élection générale, il devient député d'Argenteuil en remportant 38,25 % des voix de sa circonscription, ramenant Argenteuil sous le giron libéral.
Son bureau de circonscription occupe les mêmes locaux que ses prédécesseurs Roland Richer et David Whissell.

## Fonctions parlementaires
Durant son mandat, Yves St-Denis occupe les fonctions suivantes à l'Assemblée nationale du Québec :
- membre de la Commission de l'économie et du travail
- membre de la Délégation de l'Assemblée nationale pour les relations avec le Shandong (DANRS)
- membre de la Commission des institutions
- adjoint parlementaire de la ministre responsable du Travail
- membre de la Délégation de l’Assemblée nationale pour les relations avec l’Assemblée nationale française (DANRANF)
- vice-président de la Commission de l'économie et du travail
- membre de la Commission des transports et de l'environnement
- membre de la délégation de l'Assemblée nationale pour les relations avec l'Assemblée nationale française (DANRANF)

## Controverses
Le 11 octobre 2013, le quotidien montréalais La Presse publie un article dans lequel il affirme qu'Yves St-Denis a été rencontré par l'UPAC en 2012 alors qu'il était président de la Commission scolaire des Affluents (CSA). La CSA avait alors octroyé un contrat de 465 000 $ à Rogers Communications pour l'entretien et l'achat de 300 téléphones mobiles alors qu'Yves St-Denis détient 10 % des parts dans la boutique Rogers de Terrebonne. La soumission de Rogers était 15 000 $ plus élevée que celle de son concurrent Telus. St-Denis soutient qu'il n'a pas participé à cette décision de la CSA et qu'il ne s'est pas mis en conflit d'intérêts. Après vérifications, l’UPAC n’a jamais donné suite à ce dossier, et, le 1er octobre 2013, le chef du Parti libéral du Québec, Philippe Couillard, réitère publiquement son appui envers Yves St-Denis, rappelant qu’il croyait fermement que l’intégrité du candidat libéral ne faisait aucun doute.
Le 21 janvier 2015, La Presse nous apprend également qu'à titre de président de la Commission scolaire des Affluents, Yves St-Denis a présenté des réclamations et s'est fait rembourser le billet et le kilométrage pour des journées de golf et des factures de téléphone cellulaire dépassant les forfaits. La CSA a aussi déposé une motion de blâme en septembre 2014 contre son ancien président car ce dernier se serait servi des ressources de la commission scolaire afin d'aider à son élection comme député d'Argenteuil. Le Conseil des commissaires de la CSA a ensuite adopté une résolution visant à abandonner les procédures concernées, considérant que les allégations contenues à la plainte originale n’étaient pas en lien avec quelque acte ou omission qu’aurait pu commettre monsieur Yves St-Denis à titre d’élu scolaire et qui pourrait s’apparenter de près ou de loin à quelque malversation qui lui aurait permis de retirer un avantage financier..

## Résultats électoraux
|                                                                                               | Nom                     | Parti               | Nombre de voix | %      | Maj.  |
| --------------------------------------------------------------------------------------------- | ----------------------- | ------------------- | -------------- | ------ | ----- |
|                                                                                               | Agnès Grondin           | Coalition avenir    | 11 848         | 38,9 % | 5 405 |
|                                                                                               | Patrick Côté            | Parti québécois     | 6 443          | 21,1 % | -     |
|                                                                                               | Bernard Bigras-Denis    | Libéral             | 5 306          | 17,4 % | -     |
|                                                                                               | Céline Lachapelle       | Québec solidaire    | 3 710          | 12,2 % | -     |
|                                                                                               | Yves St-Denis (sortant) | Indépendant         | 1 778          | 5,8 %  | -     |
|                                                                                               | Carole Thériault        | Vert                | 552            | 1,8 %  | -     |
|                                                                                               | Sherwin Edwards         | Conservateur        | 472            | 1,5 %  | -     |
|                                                                                               | Stéphanie Boyer         | Parti libre         | 233            | 0,8 %  | -     |
|                                                                                               | Louise Wiseman          | Citoyens au pouvoir | 135            | 0,4 %  | -     |
| Total                                                                                         | Total                   | Total               | 30 477         | 100 %  |       |
| Le taux de participation lors de l'élection était de 65,3 % et 457 bulletins ont été rejetés. |                         |                     |                |        |       |